# Catherine R. Kinney
Pour les articles homonymes, voir Kinney.
Catherine R. Kinney est co-présidente de la Bourse de New York (NYSE) de 2002 à 2008.

## Biographie
Catherine Kinney est diplômé magna cum laude du Iona College et termine le programme de perfectionnement des cadres de la Harvard Business School. Elle reçoit aussi des diplômes honorifiques de l'université de Georgetown et du Rosemont College (en).
Elle rejoint le NYSE en 1974 et gravit les échelons, occupant des postes de direction dans plusieurs département, comme celui de la technologie de planification, ceux des ventes et marketing ou encore celui de la réglementation.
Elle est co-présidente de la Bourse de New-York de 2002 à 2008,,, première femme à occuper cette fonction, mais partagée avec un homme. En 2018, Stacey Cunningham devient première femme présidente de la Bourse de New-York de plein exercice.